# B-로봇 가브타크
《B-로봇 가브타크》(일본어: ビーロボカブタック B-로봇 가브타크[*])은 일본 토에이에서 제작한 메탈 히어로 시리즈 1997년 2월 23일 1998년 3월 1일 TV 아사히에서 방영되었다.

## 개요
메탈 히어로 시리즈의 16번째 작품으로 꼽히고 있지만, 본 작품과 다음번 작품 철완탐정 로보타크을 메탈 히어로 시리즈에 포함시키지 않는다는 견해도 존재하고 있다(개요 참조).
전년까지의 「비파이터」시리즈와 마찬가지로, 본 작품에서도 딱정벌레를 주인공의 모티브로 하고 있지만, 「힘내라!! 로보콘」이나 토에이 불가사의 코미디 시리즈 시키는 코미디의 뉘앙스가 플러스 된 액션 드라마가 된. 그 때문에, 본 작품의 주축이 되는 「스타피스」를 둘러싼 쟁탈전도, 침략자나 범죄자와의 직접적인 전투가 아니라, 스포츠나 퀴즈 등 다양한 장르에서의 「승부」가 전개된다고 하는 것 기존의 메탈 히어로 시리즈와는 크게 정취를 달리한 작품이 되고 있다. 본 작품과 『로보탁』이 코미디 노선으로 만들어진 것이, 차례차례작 『불타라!! 로보콘』의 제작에 결과적으로 연결된.

## 등장인물

### B로봇
- 카부타크(일본어: カブタック)

장수풍뎅이형 바이오 칩을 가진 1호기. 색상은 빨간색. 조금 얼빠진 덜렁이이지만, 용기와 노력은 다른 자들의 2배이다. 1인칭은 보쿠(僕). 장수풍뎅이가 모티브인 만큼 수박을 좋아하고 나무 위에 있으면 포근함을 느낀다. 노멀모드일 때는 날카로우면서 귀여운 어조로 말끝에 "카부" 라고 붙이는 것이 특징이지만, 슈퍼 모드일 때는 진지한 영웅의 어투로 바뀐다. 슈퍼 모드일 때의 대사는 "너의 용기가 이 가슴에 뜨겁게 울리며 좋은 느낌. B로봇의 첫번째 별 가브타크!"이다. 서두르는 경우에는 "B로봇의 첫번째 별"로만 말하기도 한다.
- 코엔지 유즈루(일본어: 高円寺 譲)

B-로봇 카부타크의 주인공 중 한 명으로 인간 측 주인공. 나이는 9세. 혈액형은 A형. 한국명은 고수호. 코엔지 토라히코의 손자로 가브타크의 친구이자 파트너. 부모님들은 코엔지 토라히코가 이상한 사람이라고 하지만 자신은 절대로 인정하지 않는다. 극장판 크리스마스 대작전와 콜라보한 작품이기도 하다.]에서 공개된 생일은 12월 24일로, 초반부부터 이것 때문에 카부타크와 마찰이 생기는 것으로 이야기가 전개된다.
- 쿠와지로(일본어: クワジーロ)

사슴벌레형 바이오 칩을 가진 2호기. 색상은 초록색. 가브타크의 동료적인 존재로 착하고 마음은 상냥하고 힘이 센 타입. 깨어났기 때문에 쩔쩔매다가 키치조지 쿠라노스케의 도움을 받은 이후, 키치조지 공무점에 입주하게 된다. 평소에는 키치조지 공무점에서 목수 일을 하고 있으며 도움을 받은 은혜 때문에 스타피스 쟁탈전보다 일을 우선하는 경우도 있었다. 남자는 잠자코 ~~를 한다!가 말버릇으로 가끔 설명을 해야 하는 상황에서 남자는 '잠자코 설명을 한다'면서 아무 말도 안하는(...) 개그를 보이기도 한다. 후쿠오카 말씨로 말하는 것이 특징이다.
변형 패턴은 손발이 늘어나고 머리 부분의 판넬이 뒤집혀 아래로 내려오면서 슈퍼 모드의 머리가 등장한다. 슈퍼 모드의 무장은 하사믹 커터. 국내판은 클리퍼스 커터 슈퍼 모드 지속시간은 5분.
- 키치조지 쿠라노스케(일본어: 吉祥寺 蔵之助)

키치죠지 공무소의 부사장 어떤 에피소드에서 술을 마시는 주정뱅이가 되는다, 쿠라노스케가 아버지를 위해서 이기는것을 보고 술을 끊는다. 의 아들로 클리퍼스의 친구이자 파트너. 나이는 11세. 한국판에서는 통칭 미스터로 불린다. 5살 때 3시에서 5시까지 놀았던 친구도 있지만 교통사고로 잃은 아픈 기억이 있다. 죽은 친구의 유품인 장난감 괴수 이사를 가면서 쿠라노스케가 외로워할가봐 이 장난감을 주려고 했는데 교통사고를 당하고, 장난감은 그대로 날아가 숲에 버려진다. 에 스타피스가 들려붙어서 도시에서 날뛰었고, 이때 친구의 다른 유품인 히어로 장난감으로 쓰러뜨렸다. 후에 스타피스를 얻자 주변인들은 죽은 친구를 다시 부활시킬 수 있다며 응원하지만 반면에 쿠라노스케는 괴수에 의해 파괴된 도시를 복구하는 것에 소원을 빈다. 어째서 친구를 부활시키지 않았냐는 질문에 죽은 친구라면 자신을 부활시키기 위해서 비는 소원이 아닌 모두를 위한 소원을 비는 것이 죽은 친구가 바라고 있을 것이라고 했다. 훗날 단고론이 샤크라와 얘기할 때 이것만큼은 의미있는 소원이었다고 언급한다. 다른 소원들은 1화에서 전복된 트럭을 복구시킨 걸 제외하면 부서진 꽃병 수리, 밤하늘의 별 보기, 물 한컵 등 사소한 소원들이었다. 초반부에는 반바지를 입은 채로 등장하는데, 이 때문에 교복에 반바지가 가려져 하의실종으로 오해될 정도다.
- 쿠니타치 준이치로(일본어: 国立 準一郎)

제36화에 등장. 아사히 초등학교의 음악 교사였지만, 텔레비전의 목 자랑 프로그램에서 우승한 것을 계기로 가수 데뷔가 결정해, 학교를 퇴직했다.

## 캐스트
- 카부타크 - 쿠사오 타케시(草尾毅)
- 코엔지 유즈루 - 후타미 카즈키(二見一樹)
- 쿠와지로 - 나카무라 다이키(中村大樹)
- 키치조지 쿠라노스케 - 키무라 미야비(木村雅)
- 코엔지 마도카 - 무카이 아키(向井亜紀)
- 코엔지 마사토라 - 이시이 요스케(石井洋祐)

## 주제가
오프닝
- "맑고 바른 카부타크" (清く正しくカブタック 맑고 바른 카부타크[*])
  - 작사: 야츠데 사부로
  - 작곡: 이시카와 케이쥬
  - 편곡: 이시카와 케이쥬
  - 노래: 쿠사오 타케시

엔딩